# لوچگلی
لوچگلی (به انگلیسی: Lochgelly) یک شهرک در اسکاتلند است که در فایف واقع شده‌است. لوچگلی ۶٬۸۳۴ نفر جمعیت دارد.